# Pidikwe
Pidikwe (international: Rumble) ist ein kanadischer Film von Caroline Monnet aus dem Jahr 2025.

## Inhalt
Frauen verschiedener Generationen kommen zusammen und verbinden traditionelle und moderne Tänze. Die Bewegungen führen zu einem Strudel, in dem sich Film und Performance vermischen.

## Produktion
Regisseurin Monnet (* 1985) entstammt der First Nation der Algonkin und präsentierte bereits in der Vergangenheit in Cannes und der Berlinale. Der Film feierte am 18. Februar auf der Berlinale 2025 in der Sektion Forum Expanded Premiere. Er wird weltweit von „La Distributrice de Films“ vertrieben.